# Jim Davis (baloncestista)
James W. "Jim" Davis (Muncie, Indiana, 18 de diciembre de 1941-Windsor, Ontario, 27 de diciembre de 2018) fue un baloncestista estadounidense que disputó ocho temporadas en la NBA y 3 más en la EPBL. Con 2,05 metros de estatura, jugaba en la posición de pívot.

## Trayectoria deportiva

### Universidad
Jugó durante tres temporadas en los Buffaloes de la Universidad de Colorado en Boulder, en las que promedió 14,4 puntos y 11,2 rebotes por partido. En todas ellas fue incluido en el mejor quinteto de la Big 8 Conference, siendo el artífice en dos títulos de conferencia ganados por los Buffaloes.

### Profesional
Fue elegido en la vigésimo séptima posición del Draft de la NBA de 1964 por Detroit Pistons, pero fue despedido antes del comienzo de la temporada, jugando durante tres años en la EPBL. En 1967 fichó como agente libre por St. Louis Hawks, donde jugó 4 temporadas, las tres últimas ya en Atlanta, llegando a ser titular en la 69-70, en la que promedió 13,6 puntos y 9,7 rebotes por partido. Esa temporada también destacó en el aspecto negativo, ya que fue el jugador de toda la liga en hacer más faltas personales, con 335, más de 4 por partido.
Poco después de comenzada la temporada 1971-72 fue traspasado junto con John Vallely a Houston Rockets a cambio de Larry Siegfried y Don Adams, de donde, tras disputar 12 partidos, fue enviado a Detroit Pistons a cambio de una futura ronda del draft. Allí jugó durante cuatro temporadas como suplente de Bob Lanier, siendo la más destacada de todas la primera, en la que promedió 5,9 puntos y 3,8 rebotes por partido.

## Estadísticas de su carrera en la NBA

### Temporada regular
| Temporada | Edad | Equipo          | Liga | P   | TIT | MIN  | TC  | TCA  | %TC  | 3P | 3PA | %3P | TL  | TLA | %TL  | R.OF. | R.DEF. | REB | ASIS | ROB | TAP | PER | FP  | PTS  |
| 1967-68   | 26   | St. Louis Hawks | NBA  | 50  |     | 7.9  | 1.2 | 2.8  | .439 |    |     |     | 0.5 | 1.3 | .391 |       |        | 2.5 | 0.3  |     |     |     | 1.7 | 2.9  |
| 1968-69   | 27   | Atlanta Hawks   | NBA  | 78  |     | 17.5 | 3.4 | 7.3  | .467 |    |     |     | 2.0 | 3.0 | .667 |       |        | 6.8 | 1.2  |     |     |     | 3.1 | 8.8  |
| 1969-70   | 28   | Atlanta Hawks   | NBA  | 82  |     | 32.0 | 5.3 | 11.5 | .464 |    |     |     | 2.9 | 3.9 | .755 |       |        | 9.7 | 2.9  |     |     |     | 4.1 | 13.6 |
| 1970-71   | 29   | Atlanta Hawks   | NBA  | 82  |     | 22.7 | 2.9 | 6.1  | .479 |    |     |     | 2.4 | 3.5 | .677 |       |        | 6.7 | 1.3  |     |     |     | 3.1 | 8.3  |
| 1971-72   | 30   | TOTAL           | NBA  | 75  |     | 13.1 | 2.0 | 4.5  | .435 |    |     |     | 1.3 | 2.1 | .649 |       |        | 3.7 | 0.7  |     |     |     | 1.8 | 5.3  |
| 1971-72   | 30   | Atlanta Hawks   | NBA  | 11  |     | 10.8 | 0.7 | 3.0  | .242 |    |     |     | 0.9 | 1.6 | .556 |       |        | 3.3 | 0.7  |     |     |     | 1.3 | 2.4  |
| 1971-72   | 30   | Houston Rockets | NBA  | 12  |     | 15.0 | 1.5 | 4.5  | .333 |    |     |     | 2.2 | 3.2 | .684 |       |        | 3.7 | 0.4  |     |     |     | 1.5 | 5.2  |
| 1971-72   | 30   | Detroit Pistons | NBA  | 52  |     | 13.2 | 2.3 | 4.8  | .482 |    |     |     | 1.2 | 1.9 | .653 |       |        | 3.8 | 0.7  |     |     |     | 2.0 | 5.9  |
| 1972-73   | 31   | Detroit Pistons | NBA  | 73  |     | 10.6 | 1.8 | 3.5  | .510 |    |     |     | 1.0 | 1.6 | .632 |       |        | 3.6 | 0.8  |     |     |     | 1.7 | 4.6  |
| 1973-74   | 32   | Detroit Pistons | NBA  | 78  |     | 12.1 | 1.5 | 3.6  | .413 |    |     |     | 1.2 | 1.8 | .647 | 1.3   | 2.4    | 3.8 | 1.1  | 0.5 | 0.4 |     | 2.0 | 4.2  |
| 1974-75   | 33   | Detroit Pistons | NBA  | 79  |     | 13.6 | 1.5 | 3.3  | .454 |    |     |     | 1.1 | 1.5 | .726 | 1.2   | 2.4    | 3.6 | 1.1  | 0.6 | 0.5 |     | 1.6 | 4.1  |
| Total     |      |                 | NBA  | 597 |     | 16.8 | 2.5 | 5.5  | .461 |    |     |     | 1.6 | 2.4 | .674 | 1.3   | 2.4    | 5.2 | 1.2  | 0.6 | 0.4 |     | 2.5 | 6.7  |

### Playoffs
| Temporada | Edad | Equipo          | Liga | P  | MIN | TCA | TC  | 3PA | 3P | TLA | TL | R.OF. | REB | ASIS | ROB | TAP | PER | FP | PTS | %TC  | %3P | %FT  | MIN  | PTS  | REB | AST |
| 1967-68   | 26   | St. Louis Hawks | NBA  | 2  | 9   | 1   | 3   |     |    | 0   | 0  |       | 3   | 0    |     |     |     | 2  | 2   | .333 |     |      | 4.5  | 1.0  | 1.5 | 0.0 |
| 1968-69   | 27   | Atlanta Hawks   | NBA  | 8  | 52  | 4   | 15  |     |    | 5   | 8  |       | 17  | 1    |     |     |     | 7  | 13  | .267 |     | .625 | 6.5  | 1.6  | 2.1 | 0.1 |
| 1969-70   | 28   | Atlanta Hawks   | NBA  | 9  | 117 | 14  | 37  |     |    | 10  | 17 |       | 30  | 6    |     |     |     | 24 | 38  | .378 |     | .588 | 13.0 | 4.2  | 3.3 | 0.7 |
| 1970-71   | 29   | Atlanta Hawks   | NBA  | 5  | 119 | 17  | 36  |     |    | 22  | 27 |       | 22  | 4    |     |     |     | 17 | 56  | .472 |     | .815 | 23.8 | 11.2 | 4.4 | 0.8 |
| 1973-74   | 32   | Detroit Pistons | NBA  | 7  | 69  | 11  | 19  |     |    | 4   | 6  | 4     | 16  | 5    | 2   | 1   |     | 11 | 26  | .579 |     | .667 | 9.9  | 3.7  | 2.3 | 0.7 |
| 1974-75   | 33   | Detroit Pistons | NBA  | 2  | 16  | 2   | 4   |     |    | 3   | 5  | 2     | 4   | 0    | 1   | 0   |     | 1  | 7   | .500 |     | .600 | 8.0  | 3.5  | 2.0 | 0.0 |
| Total     |      |                 | NBA  | 33 | 382 | 49  | 114 |     |    | 44  | 63 | 6     | 92  | 16   | 3   | 1   |     | 62 | 142 | .430 |     | .698 | 11.6 | 4.3  | 2.8 | 0.5 |